# Puya herzogii
Puya herzogii är en gräsväxtart som beskrevs av Marx Carl Ludwig Ludewig Wittmack. Puya herzogii ingår i släktet Puya och familjen Bromeliaceae. Inga underarter finns listade i Catalogue of Life.